# Bomassa
Bomassa este un oraș din Republica Congo.